# Ace Bailey
Ace Bailey (Airious "Ace" Bailey; nascido em 13 de agosto de 2006), é um jogador norte‑americano de basquetebol que atua como ala pelo Utah Jazz na NBA. Foi selecionado na quinta escolha geral do Draft da NBA de 2025.

## Primeiros anos e ensino médio
Bailey nasceu em Chattanooga (Tennessee). Fez parte da Boyd‑Buchanan School antes de ser destaque na McEachern High School (Geórgia), onde em sua temporada júnior teve médias de 22 pontos, 14 rebotes e 4 tocos; no último ano, 32,5 pontos, 15,5 rebotes, 3,5 assistências e 2,4 tocos, sendo selecionado para o McDonald's All‑American, Jordan Brand Classic e Nike Hoop Summit.

## Carreira universitária
Em 2024–25, jogou pelo Rutgers, com médias de 17,6 ppg, 7,2 rpg, 1,3 apg, 1,0 spg e 1,3 bpg, convertendo 46,0 % nos arremessos de quadra e 34,6 % nas bolas de três. Foi escolhido para a Terceira equipe All‑Big Ten e para a All‑Freshman Team.

### Estatísticas na NCAA
| Temporada | Universidade | Jogos | Pontos | Rebotes | Assistências | Roubos | Tocos |
| --------- | ------------ | ----- | ------ | ------- | ------------ | ------ | ----- |
| 2024–25   | Rutgers      | 30    | 17,6   | 7,2     | 1,3          | 1,0    | 1,3   |

## Carreira profissional
No Draft de 2025, Bailey foi selecionado como a 5ª escolha geral pelo Utah Jazz, mesmo sendo projetado inicialmente entre os três primeiros por várias fontes — sua queda foi atribuída a entrevistas e decisões de pré-draft.

## Estilo de jogo
É considerado um jogador _dois-por-dois_, com combinação de tamanho, atletismo e capacidade de arremesso, destacando-se como “touchild shot‑maker” com excelente jogo de meia distância, mas ainda precisa aprimorar visão de jogo e consistência defensiva.

## Vida pessoal
Filho de Ramika McGee (ex-jogadora universitária em West Virginia) e de Richard Bailey (jogou em Houston), sua tia Venus Lacy foi campeã olímpica em 1996 e jogou na WNBA.